# Cymbidium
Cymbidium es un género de 52  especies de la denominada por algunos "orquídea barco" en la familia Orchidaceae. Fue descubierta por Olof Swartz en 1799. Es un género originario de climas templados, con heladas ligera, en las regiones húmedas o lluviosas de Asia. Son de las orquídeas más cultivadas en el mundo, debido a su fácil cultivo, y a sus flores de  gran belleza, así como su gran número de híbridos de casi todos los colores. 

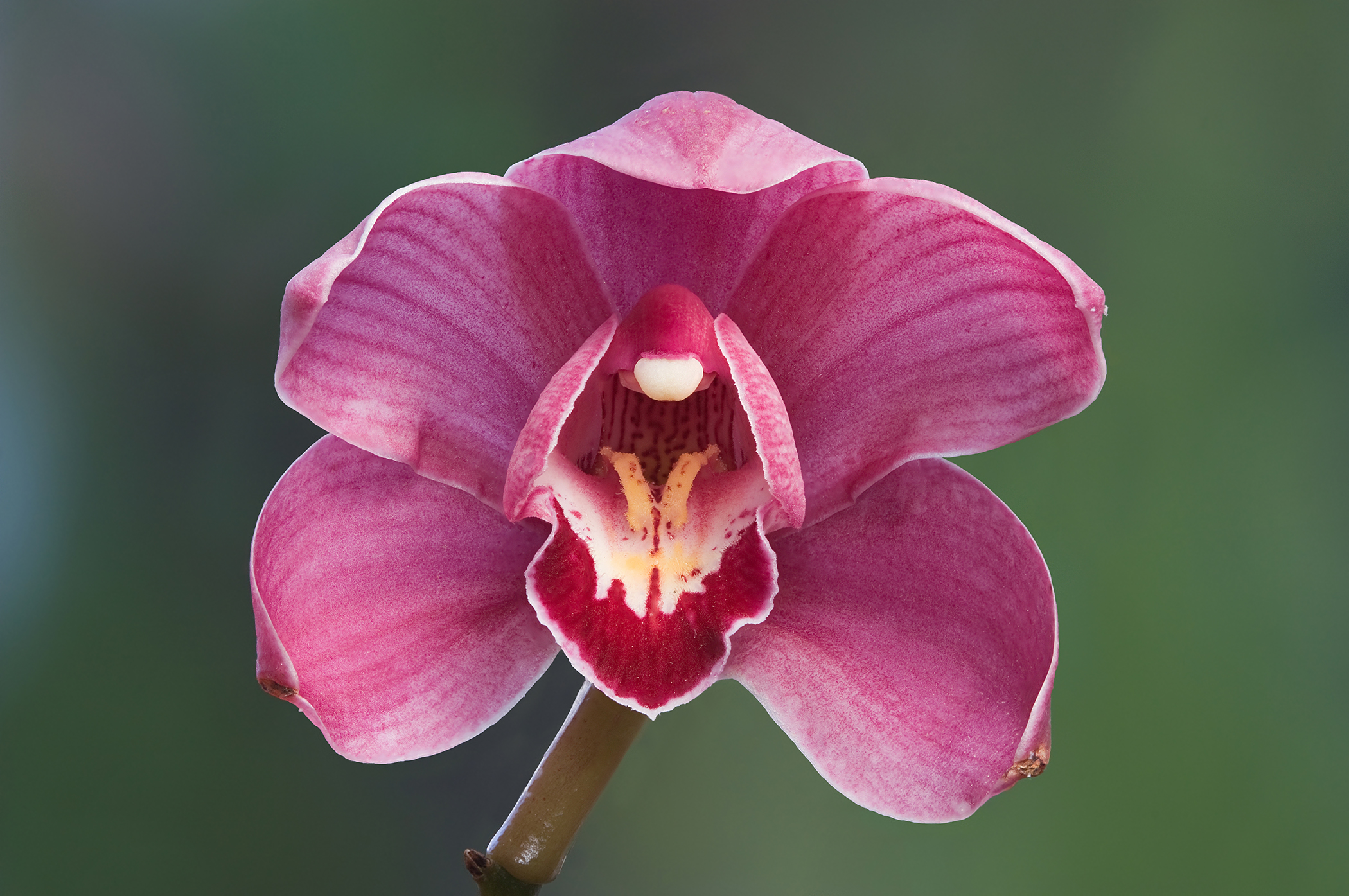
Cymbidium Clarisse 'Best Pink'

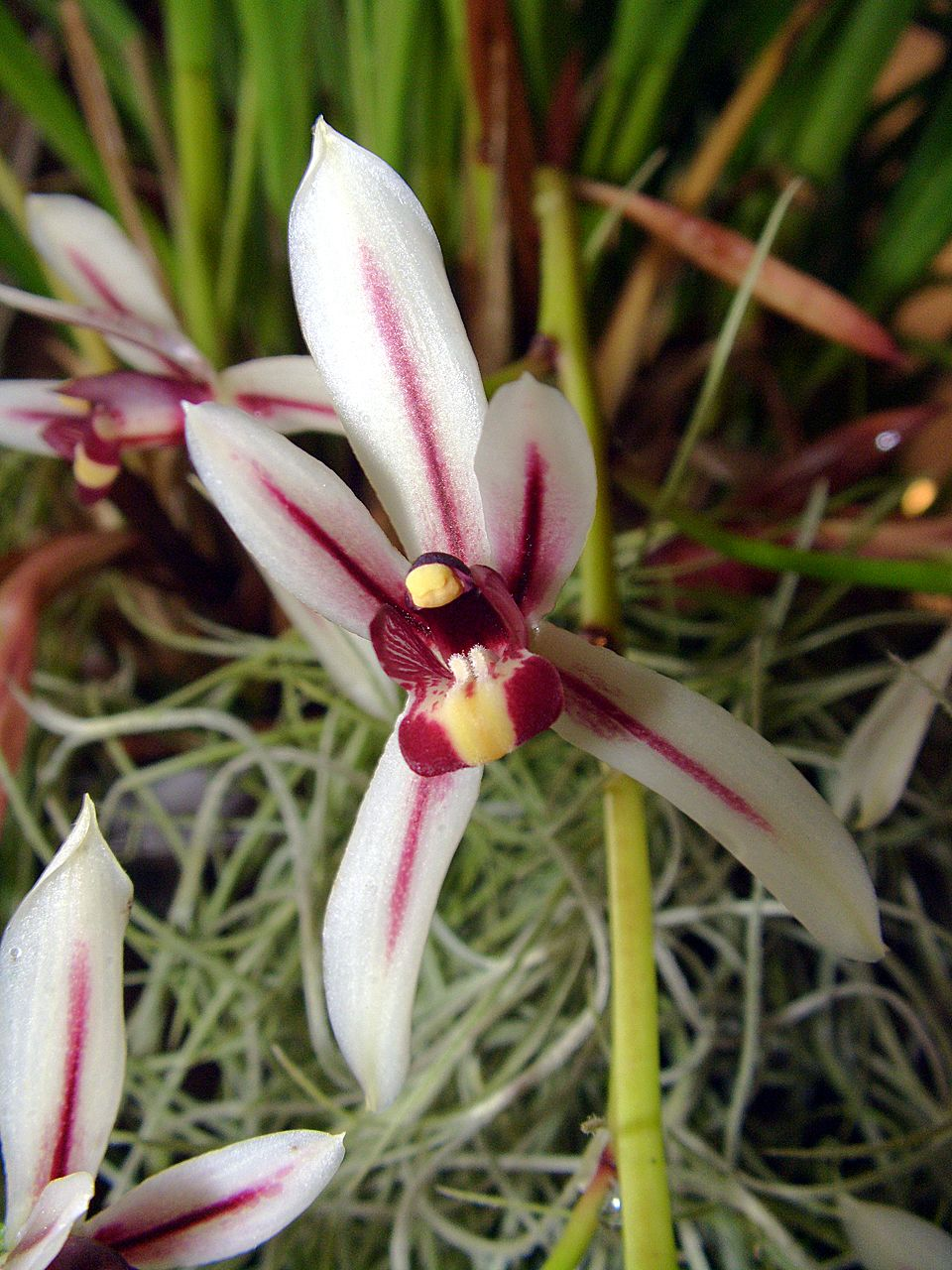
Cymbidium dayanum

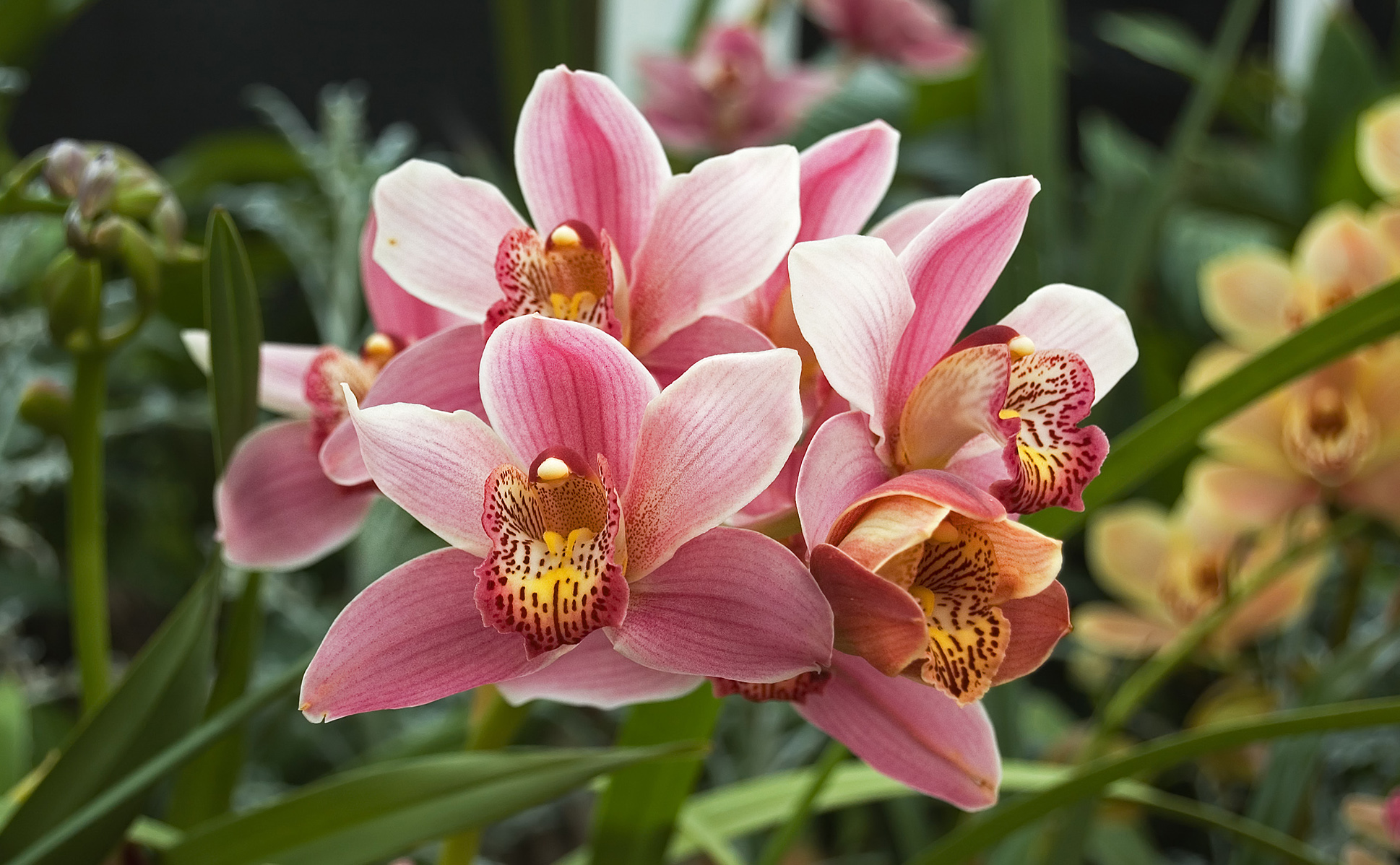
Cymbidium Hybrid

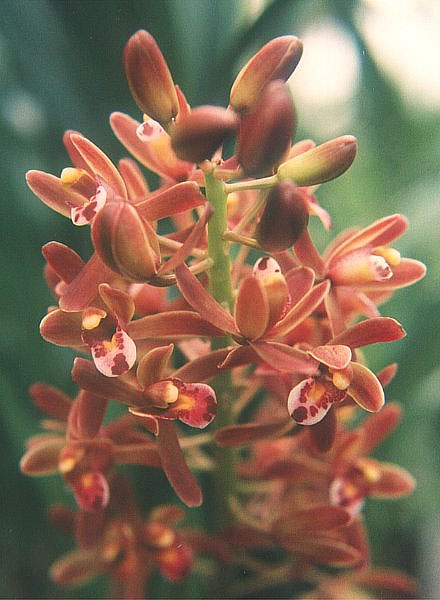
Golden Leaf-edge Orchid
(Cymbidium floribundum)

## Descripción
Las planta degenerosa  son simpodiales y se desarrollan hasta una altura de  60 cm y  el racimo alcanza los  90 cm. El racimo se desarrolla desde la base del pseudobulbo más reciente. Cada flor puede tener un diámetro de 5 a 13 cm, según la especie. Florecen durante el invierno, y cada pedúnculo puede tener  quince o más flores. Este género cuenta con una gran cantidad de colores diferentes, que incluyen blanco, verde, verde amarillento, crema, amarillo, marrón, naranja, rosa y rojo, con la excepción del azul y el negro.  La floración dura alrededor de 10 semanas. Tienen las flores una textura cérea.  Los redondeados sépalos y pétalos tienen más o menos las mismas dimensiones y muestran diversos colores según las especies. 
Las Cymbidium tienden a desarrollar más hojas que la mayoría de las orquídeas. Aproximadamente ocho hojas largas, estrechas y verdes que surgen de cada pseudobulbo.

## Hábitat
Este  género se extiende por Asia  tropical y subtropical: norte de India y Birmania, China y Japón donde son muy populares por sus grandes racimos de flores, Malasia, las Filipinas, Borneo y también al norte de Australia. Normalmente se desarrollan en climas fríos y lugares elevados.

## Cultivo
Las Cymbidiums necesitan luz solar la mayor parte del año para florecer, pero si se exponen demasiado se pueden quemar y no florecer. El sol de la mañana filtrado o de la tarde indirecto pudiera ser suficiente. La luz filtrada debe tener entre un 45%-55% de sombra. Si no se tiene un lugar así, un patio donde el sol incida solamente ciertas horas al día o la sombra de un árbol servirá. Cuando la planta empieza a florecer, necesita un poco más de sombra para prolongar la vida de las flores.

### Indicaciones sobre la luminosidad
La luz apropiada proporciona hojas verde medio, ligeramente claro.
Si la planta presenta hojas color verde oscuro puede indicar que recibe mucha sombra.

Las hojas amarillas pálidas y / o con manchas negras sobre todo en la curvatura de la hoja puede indicar que recibe demasiado sol.

#### Temperatura
Las temperaturas ideales durante el día oscilan entre 19 a 29 °C, por la noche entre 10 a 17 °C.
Las Cymbidium pueden resistir temperaturas entre 30 °C a 10 °C (algunas especies aguantan hasta los 5 °C y los híbridos son incluso más tolerantes con las temperaturas extremas ). Si hace demasiado frío hay que llevarlas dentro de casa (evitando cambios bruscos de temperatura) o protegerlas de la escarcha. Si hace demasiado calor, simplemente deje la planta en la sombra, pulverizándola con agua. Para conseguir que una planta florezca debe estar al exterior en las noches frescas de verano-otoño. Cuando la planta está floreciendo no conviene moverla al interior hasta que todas las flores estén abiertas, porque si no los botones se caerían prematuramente. Las Cymbidiums no pueden crecer dentro. Necesitan estar fuera.

#### Riegos
Las Cymbidium necesitan bastante agua. Se deben regar abundantemente cada 2-3 días desde mayo hasta septiembre. Durante los meses invernales se limitará a una vez por semana y nunca cuando llueva o esté por llover. Regar la planta profusamente hasta que el agua salga por los agujeros de la maceta. 

#### Abonos
Se puedan usar fertilizantes líquidos o secos, pero es conveniente seguir siempre las instrucciones indicadas en el paquete y nunca fertilizar una planta seca. Es mejor no abusar de la fertilización ya que estimulará el crecimiento de hojas pero no su floración.

## Curiosidades
Es una de las más populares y deseadas orquídeas del mundo debido a sus bellas flores. Estas plantas se han cultivado desde hace miles de años, especialmente en la antigua China.
Cymbidium se hizo popular en Europa durante la  época victoriana. Uno de los hechos que la hace tan popular es que puede sobrevivir a temperaturas bajas (se recomienda no bajar de los 5 °C, si bien es cierto que aguantan hasta los 0 °C)Lo que más aprecian los aficionados a la orquicultura en climas templados es que florecen en el invierno, cuando pocas otras orquídeas lo hacen. Solamente unas pocas especies de Cymbidium se crían en vivero, debido a la popularidad de los híbridos. La mayoría de especies puras solamente se pueden encontrar en jardines botánicos o en su hábitat natural. 

## Taxonomía
El género fue descrito por Peter Olof Swartz   y publicado en Nova Acta Regiae Societatis Scientiarum Upsaliensis 6: 70. 1799.
Etimología
El nombre deriva de la palabra griega kumbos, que significa "agujero, cavidad".  Este se refiere a la forma de la base del labio. Según otros estudiosos derivaría del griego "Kimbe = barco" por la forma de barco que asume el labelo. Es el propio autor el que en su descripción indica "Nomen a Κυμβη Cymba": 

## Especies
- Cymbidium aliciae (Filipinas)
- Cymbidium aloifolium:  Cymbidium hojas de Aloe (Himalaya a oeste de Malasia)
- Cymbidium atropurpureum  (sur Tailandia, oeste & centro Malasia).
- Cymbidium × ballianum (Myanmar)
- Cymbidium × baoshanense  (China)
- Cymbidium bicolor: Cymbidium de dos colores (sur China a los trópicos de Asia)
  - Cymbidium bicolor subsp. bicolor (sur India, Sri Lanka) Pseudobulbo epífita
  - Cymbidium bicolor subsp. obtusum  (Himalaya a sur China y Indo-China). Pseudobulbo epífita
  - Cymbidium bicolor subsp. pubescens (oeste y centro Malasia)
- Cymbidium borneense (norte y noroeste Borneo)
- Cymbidium bruterra
- Cymbidium canaliculatum: orquídea banana, orquídea negra de Queensland (norte y este Australia)
- Cymbidium chloranthum: Cymbidium de flores verdes ( oeste Malasia).
- Cymbidium cochleare (este Himalaya a Taiwán)
- Cymbidium cyperifolium (Himalaya a sur China y Filipinas)
  - Cymbidium cyperifolium subsp. cyperifolium (Himalaya a sur China). Pseudobulbo epífita
  - Cymbidium cyperifolium subsp. indochinense (Indo-China, Filipinas). Pseudobulbo epífita
- Cymbidium dayanum: orquídea fénix, orquídea árbol(Himalaya a sur Japón y Malasia)
- Cymbidium defoliatum (China)
- Cymbidium devonianum:  (Nepal a norte Tailandia)
- Cymbidium eburneum: Cymbidium marfileña (Himalaya a Hainan)
- Cymbidium elongatum (noroeste Borneo)
- Cymbidium ensifolium: orquídea cuatro estaciones, Orquídea de primavera, Orquídea de las rocas (trop. y temp. este Asia)
  - Cymbidium ensifolium subsp. ensifolium: orquídea de la catarata del Mt. Tu-Wu. (Indo-China a temp. este Asia). Pseudobulbo, epífita
  - Cymbidium ensifolium subsp. haematodes (sur India a Nueva Guinea). Pseudobulbo epífita
- Cymbidium erythraeum:  Cymbidium de la India ( Himalaya a sur centro China)
- Cymbidium erythrostylum: Cymbidium de la Columna roja(Vietnam)
- Cymbidium faberi: Orquídea multifloral (Uttaranchal a Taiwán).
  - Cymbidium faberi var. faberi (centro y sur China, Taiwán). Pseudobulbo epífita
  - Cymbidium faberi var. szechuanicum (Uttaranchal a SC. China). Pseudobulbo epífita
- Cymbidium finlaysonianum: (Indo-China a Malasia)
- Cymbidium flavum (China)
- Cymbidium floribundum: Orquídea de borde de hoja dorado (sur China, Taiwán)
- Cymbidium × florinda (=  C. erythrostylum × C. iridioides. Cyperorchis × florinda) (Vietnam)
- Cymbidium × gammieanum ( = C. elegans × C. erythraeum. Cyperorchis × gammieana) (Nepal a Sikkim)
- Cymbidium × glebelandensis ( = C. insigne × C. schroederi) (Vietnam)
- Cymbidium goeringii: Orquídea de primavera (Himalaya a temp. este Asia)
  -  Cymbidium goeringii var. goeringii: Cymbidium de Goering  (Himalaya a temp. este Asia). Pseudobulbo epífita
  -  Cymbidium goeringii var. gracillimum: (Japón a S. China. Pseudobulbo epífita
  -  Cymbidium goeringii var. longibracteatum (sur centro China). Pseudobulbo epífita
  -  Cymbidium goeringii var. tortisepalum:  Orquídea del Monte Tsukerg, Orquídea nieve (Taiwán). Pseudobulbo epífita
- Cymbidium gongshanense (S. China)
- Cymbidium hartinahianum (N. Sumatra)
- Cymbidium hookerianum (E. Nepal a S. China).
- Cymbidium insigne:  Cymbidium esplendida (N. Tailandia a Hainan).
- Cymbidium iridioides:  Cymbidium lirio (Himalaya a SC. China).
- Cymbidium kanran: Cymbidium del frío (S. China a S. Japón).
- Cymbidium lancifolium : Orquídea de flores verdes faisán (Asia Trop. y Subtrop.)
  -  Cymbidium lancifolium var. lancifolium: Orquídea de hoja de bambú verde (Asia Trop. y Subtrop.) Pseudobulbo epífita.
  -  Cymbidium lancifolium var. papuanum (Nueva Guinea). Pseudobulbo epífita
- Cymbidium longifolium (Himalaya a SC. China).
- Cymbidium lowianum: (China a N. Indo-China). 
  -  Cymbidium lowianum var. kalawense (Myanmar). Pseudobulbo epífita
  -  Cymbidium lowianum var. lowianum (China  a N. Indo-China). Pseudobulbo epífita
- Cymbidium macrorhizon (N. Pakistan to Temp. E. Asia).
- Cymbidium madidum: Orquídea copa de mantequilla (Queensland a N. New South Wales).
- Cymbidium mastersii: Cymbidium del maestro (E. Himalaya a China)
- Cymbidium munronianum (este Himalaya a Assam)
- Cymbidium nanulum (China (sudoeste Yunnan, sudoeste Guizhou), Hainan)
- Cymbidium parishii (sur Myanmar)
- Cymbidium pumilum
- Cymbidium qiubeiense   (China).
- Cymbidium rectum  Malasia, norte Borneo)
- Cymbidium × rosefieldense (=  C. insigne × C. tracyanum. Cyperorchis × rosefieldensis) (Vietnam)
- Cymbidium roseum (O. Malasia)
- Cymbidium sanderae:  Cymbidium de Sander(Vietnam)
- Cymbidium schroederi (C. Vietnam)
- Cymbidium sigmoideum (O. Malaysia)
- Cymbidium sinense:  Cymbidium China (Assam a Nansei-shoto)
- Cymbidium suave: Orquídea serpiente (E. Australia).
- Cymbidium suavissimum (N. Myanmar)
- Cymbidium swallow Exbury
- Cymbidium teretipetiolatum (China).
- Cymbidium tigrinum: Cymbidium rayas de tigre (Assam a China).
- Cymbidium tracyanum:  Cymbidium de Tracy (SE. Tíbet a China  e Indo-China)
- Cymbidium wenshanense (China a Vietnam)
- Cymbidium whiteae (Sikkim)
- Cymbidium wilsonii (China)
- Cymbidium × woodlandense.( =  C. mastersii × C. tracyanum. Cyperorchis × woodlandensis)  (Myanmar)

## Enfermedades
Cymbidium es susceptible al potexvirus mosaico del Cymbidium.

En invernadero los pseudobulbos se pueden ver atacados por unos pequeños ácaros que por sí no son peligrosos pero facilitan la invasión de hongos y bacterias. Para eliminarlos pueden bañarse los pseudobulbos antes de la plantación en una solución de Sumithión-50 (2 cc en 2 L de agua) durante 12 h .

La hoja es atacada a veces por cochinillas, araña roja y thrips, que se eliminan con los sistemas convencionales.

## Híbridos Naturales
- Cymbidium × ballianum (Birmania)
- Cymbidium × baoshanense (sur centro Yunnan)
- Cymbidium × florinda (=  C. erythrostylum × C. iridioides. Cyperorchis × florinda) (Vietnam)
- Cymbidium × gammieanum ( = C. elegans × C. erythraeum. Cyperorchis × gammieana) (de Nepal a Sikkim)
- Cymbidium × glebelandensis ( = C. insigne × C. schroederi) (Vietnam)
- Cymbidium × rosefieldense (=  C. insigne × C. tracyanum. Cyperorchis × rosefieldensis) (Vietnam).
- Cymbidium × woodlandense.( =  C. mastersii × C. tracyanum. Cyperorchis × woodlandensis)  (Myanmar)